# Ordubad (Rayon)
Ordubad ist ein Rayon (Bezirk) in der Autonomen Republik Nachitschewan in Aserbaidschan. Die Hauptstadt des Bezirks ist die Stadt Ordubad.

## Geografie
Der Bezirk hat eine Fläche von 972 km² und grenzt im Norden und Osten an Armenien, der Fluss Aras bildet die natürliche Südgrenze zu Iran. Die Region liegt an den Hängen des Kleinen Kaukasus, es gibt Vorkommen an Buntmetallen, besonders Kupfer, sowie Molybdän.
Der Nationalpark Ordubad umfasst 12 km² und beherbergt unter anderem das kaukasische Mufflon, Leoparden und Braunbären.

## Bevölkerung
Der Rayon hat 50.300 Einwohner (Stand: 2021). 2009 betrug die Einwohnerzahl 45.000, diese verteilen sich auf 43 Dörfer und drei größere Siedlungen.

## Wirtschaft
In der Region werden vor allem Südfrüchte, Wein, Nüsse und Kartoffeln angebaut sowie Vieh gezüchtet. Außerdem gibt es im Bezirk mehrere verarbeitende und Forschungsbetriebe.

## Kultur
Im Bezirk gibt es eine große Anzahl von Baudenkmälern, darunter die antike Stadt Charaba-Gilan.